# 塔吉鐵拉
塔吉鐵拉（荷蘭語：Tagittelaegh）是17世紀台灣西拉雅族信仰的一位男性神祇，西拉雅十三神之一。與妻子塔吉熙克共同掌管疾病之事。